# 子どもによるエナジードリンク摂取問題
子どもによるエナジードリンク摂取問題（こどもによるエナジードリンクせっしゅもんだい）または未成年者によるエナジードリンク摂取問題（みせいねんしゃによるエナジードリンクせっしゅもんだい）では、未成年の者がエナジードリンクを摂取することによる影響と、未成年によるエナジードリンク購入の規制について述べる。

## 影響
日本の未成年者（子ども）を対象として調査された「性別・学校段階別にみたエナジードリンク摂取状況」の調査では、男子小学生の45.5%、女子小学生の27.9%、男子中学生の58%、女子中学生の32.8%、男子高校生の67.6%、女子高校生の45.4%がエナジードリンクを摂取した経験があるという。
| （日本） | 男子  | 女子  |
| -------- | ----- | ----- |
| 小学生   | 45.5% | 27.9% |
| 中学生   | 58%   | 32.8% |
| 高校生   | 67.6% | 45.4% |

エナジードリンクを購入・摂取しようと思ったきっかけとして「家族が飲んでいたから」「コンビニや自動販売機で売られていたから」「眠かったから」「美味しそうだから」が挙げられている。

### 心身に対する影響
エナジードリンクによる子どもの身体への影響は完全には把握されていない。成人/未成年に関わらず、体重1キロあたり3mgまでのカフェイン摂取（すなわち体重40キロの場合は120mg）が正常に摂取できる限界とされている。エナジードリンクは、1本あたり113~142mgのカフェインが含まれているとされている。この限界を超えるカフェインを一度に摂取したり、継続的に摂取すると不整脈により死亡する可能性がある。2015年、欧州食品安全機関が、400mgを超えるカフェインの摂取は、心拍数の増加、高血圧、不整脈、震え、神経過敏、不眠症、パニック発作をはじめとする身体の不調のリスクがあるとした。また、長期飲用の中止後に統合失調症の様な症状が出現したとの報告が2021年にされた。

### 事例
アメリカ合衆国では、エナジードリンクを摂取していた16歳の男性が死亡した事例がある。また、14歳の女性が24時間以内に2本のエナジードリンクを摂取したために不整脈で死亡し、遺族が製造会社を相手に提訴した事件がある。

## 規制の流れ
2014年にリトアニアでエナジードリンクを未成年者（子ども）が購入することを禁止したことを皮切りに、2018年にイギリスでも購入が禁止された。2023年には、スペインのガリシア州で未成年者によるエナジードリンクの購入が禁止された。ロシアでは、およそ半数の州が未成年者へのエナジードリンクの販売を禁止した。

### 成分・症状
- カフェイン
- 高血圧
- 不整脈
- 不眠症

### 他の飲料等購入規制
- 二十歳未満ノ者ノ飲酒ノ禁止ニ関スル法律
- 二十歳未満ノ者ノ喫煙ノ禁止ニ関スル法律